# St. Vitus (Leutenthal)

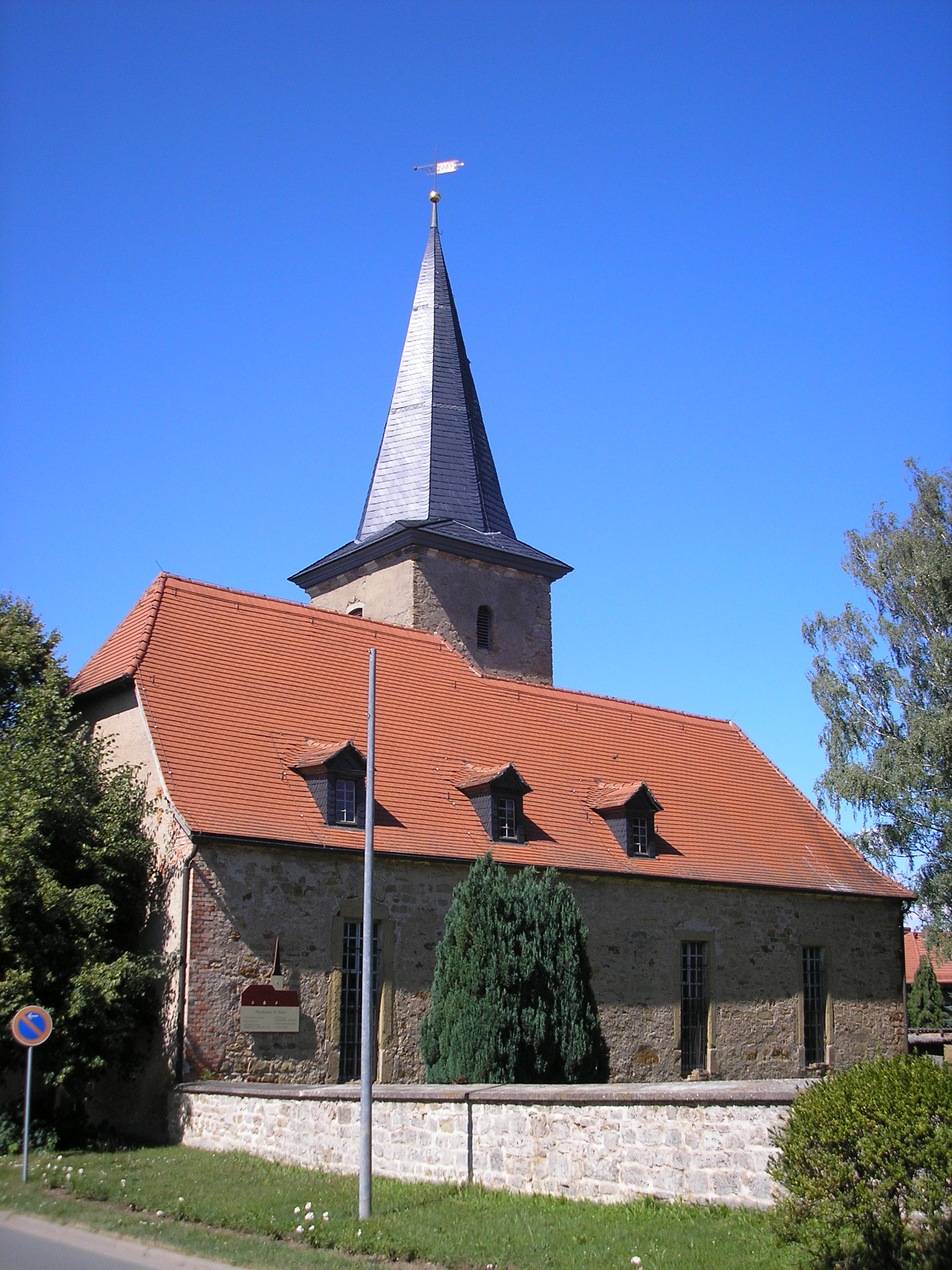
St. Vitus

Die evangelisch-lutherische, denkmalgeschützte Kirche St. Vitus steht in Leutenthal, einem Ortsteil der Landgemeinde Ilmtal-Weinstraße im Landkreis Weimarer Land von Thüringen. Die Kirchengemeinde Leutenthal gehört zur Pfarrei Buttelstedt im Kirchenkreis Apolda-Buttstädt der Evangelischen Kirche in Mitteldeutschland.

## Geschichte und Ausstattung
Der nördliche Kirchturm der massiven Saalkirche ist romanischen Ursprungs. Der rechteckige Chor wurde erst im 15. Jahrhundert angebaut. Von 1717 bis 1719 haben das Kirchenschiff und der Chor die heutige Gestalt erhalten.
Der Turm trägt ein achtseitiges spitzes Zeltdach. Das Langhaus ist mit einem Krüppelwalmdach bedeckt.
Der mit einem hölzernen bemalten Tonnengewölbe überspannte Innenraum, der nördliche Teil ist flachgedeckt, hat zweigeschossige Emporen, ihre Brüstungen haben Darstellungen des Abendmahls, der Taufe Jesu und dem Lob der Engel, umgeben von Propheten. 1719 wurden sie mit Darstellung aus dem Alten Testament und aus dem Neuen Testament bemalt, 1882 wurde der ursprüngliche Zustand wiederhergestellt.

Der Kanzelaltar in Form der thüringischen Tradition der Pyramiden-Kanzelaltäre stammt von 1719. Die Plattform mit dem Kanzelkorb ruht auf vier naturalistischen Palmbäumen. Dahinter beginnt der pyramidale Aufbau mit Rankenwerk. Der Schrein eines Flügelaltares aus der 1. Hälfte des 15. Jahrhunderts wurde 1882 und zuletzt 1986 restauriert. In seinem Zentrum steht ein segnender Jesus Christus, flankiert von Maria und Johannes dem Täufer. Seitlich befanden sich jeweils drei männliche Heilige, die zur Zeit ausgelagert sind. 1897, 1985/86 und 1995 wurde die Kirche renoviert. 

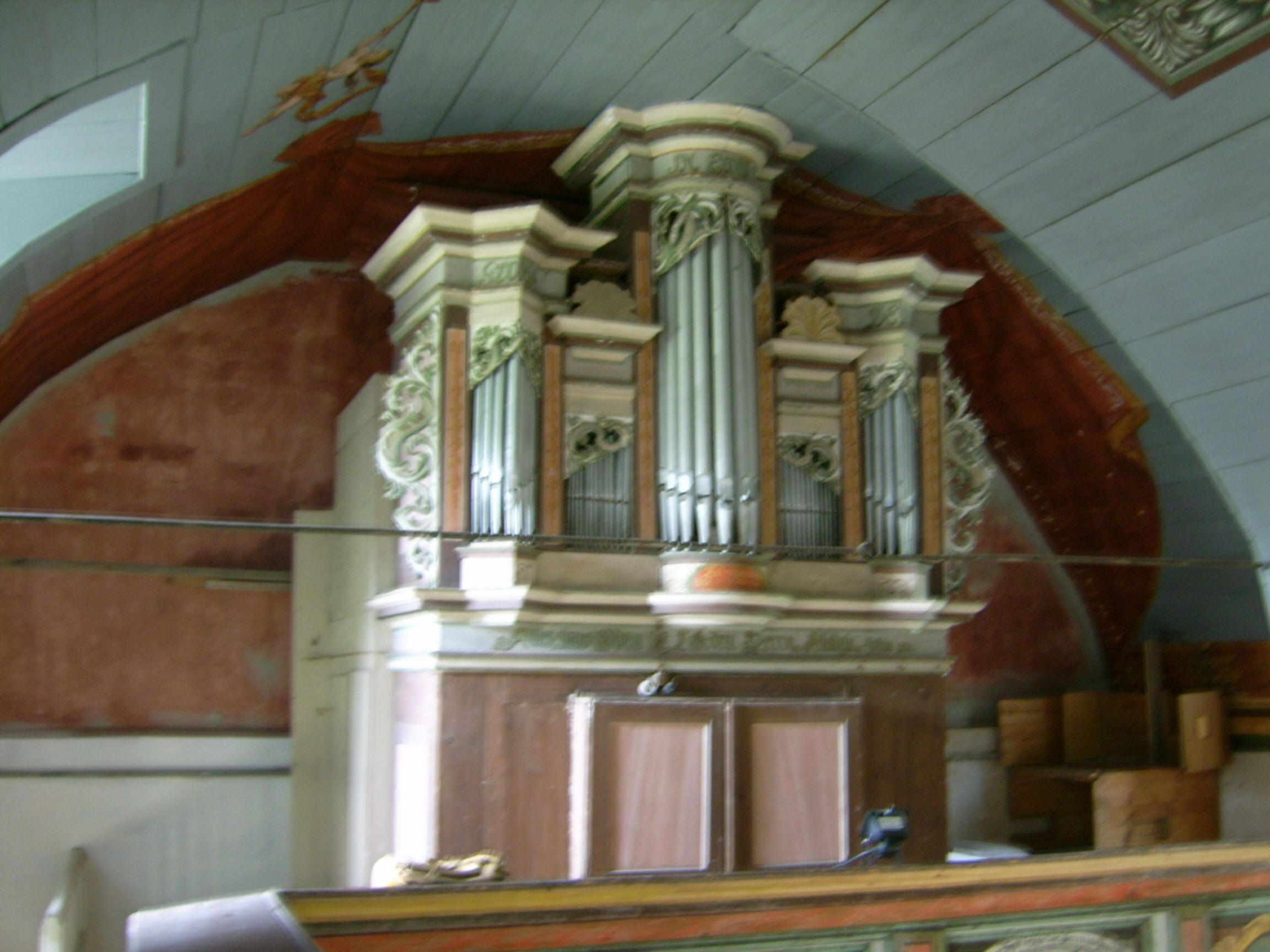
Die Orgel

## Orgel
Die Orgel mit 18 Registern, verteilt auf 2 Manuale und Pedal, wurde 1750 gebaut, 1850 von Friedrich Erdmann Petersilie und 1967 von Helmut Hildebrand restauriert.

## Glocken
Von der ursprünglich drei Bronze-Glocken mussten zwei im Ersten Weltkrieg zu Rüstungszwecken als Metallspende des deutschen Volkes abgegeben werden – ebenso deren beide Nachfolgerinnen, die Christus- und die Lutherglocke aus dem Jahr 1921 der Firma Gebrüder Ulrich (Apolda) im Zweiten Weltkrieg. Es überdauerte die kleinste Glocke, die 1825 von Christian August Mayer (Rudolstadt) als Friedensglocke gegossen wurde. Sie musste aus statischen Gründen ab 2017 schweigen.
Am Pfingstwochenende 2021 wurde eine neue, 915 Kilogramm schwere Glocke aus Bronze mit der Aufschrift „Soli Deo Gloria“ in den Glockenstuhl gehoben. Sie wurde im November 2020 von der Rudolf Perner GmbH & Co. KG (Passau) gegossen und hauptsächlich aus Spenden finanziert. Zu dem Festgottesdienst am 22. Mai 2021 wurde sie in den Turm gehoben. Das Zweier-Geläut wurde am 3. Oktober 2021 offiziell geweiht.